# Rod Milburn
Rodney »Rod« Milburn mlajši, ameriški atlet, * 18. marec 1950, Opelousas, Louisiana, ZDA, † 11. november 1997, Port Hudson, Louisiana.
Milburn je nastopil na Poletnih olimpijskih igrah 1972 v Münchnu, kjer je osvojil naslov olimpijskega prvaka v teku na 110 m z ovirami. V tej disciplini je zmagal tudi na Panameriških igrah leta 1971 v Caliju in trikrat zapored postavil svetovni rekord s časom 13,2 s. Prvič 7. septembra 1972 je ob olimpijski zmagi tekel ob tedaj še neuradnem elektronskem merjenju 13,24 s. Umrl je leta 1997 star sedeminštirideset let ob delovni nesreči v papirnici, ko je padel v sod z raztopino natrijevega klorata.